# ستيف بروك
ستيف بروك (بالإنجليزية: Steve Brook)‏ (1 أغسطس 1934 - 13 أغسطس 2014)؛ روائي أسترالي.